# 鱼笼

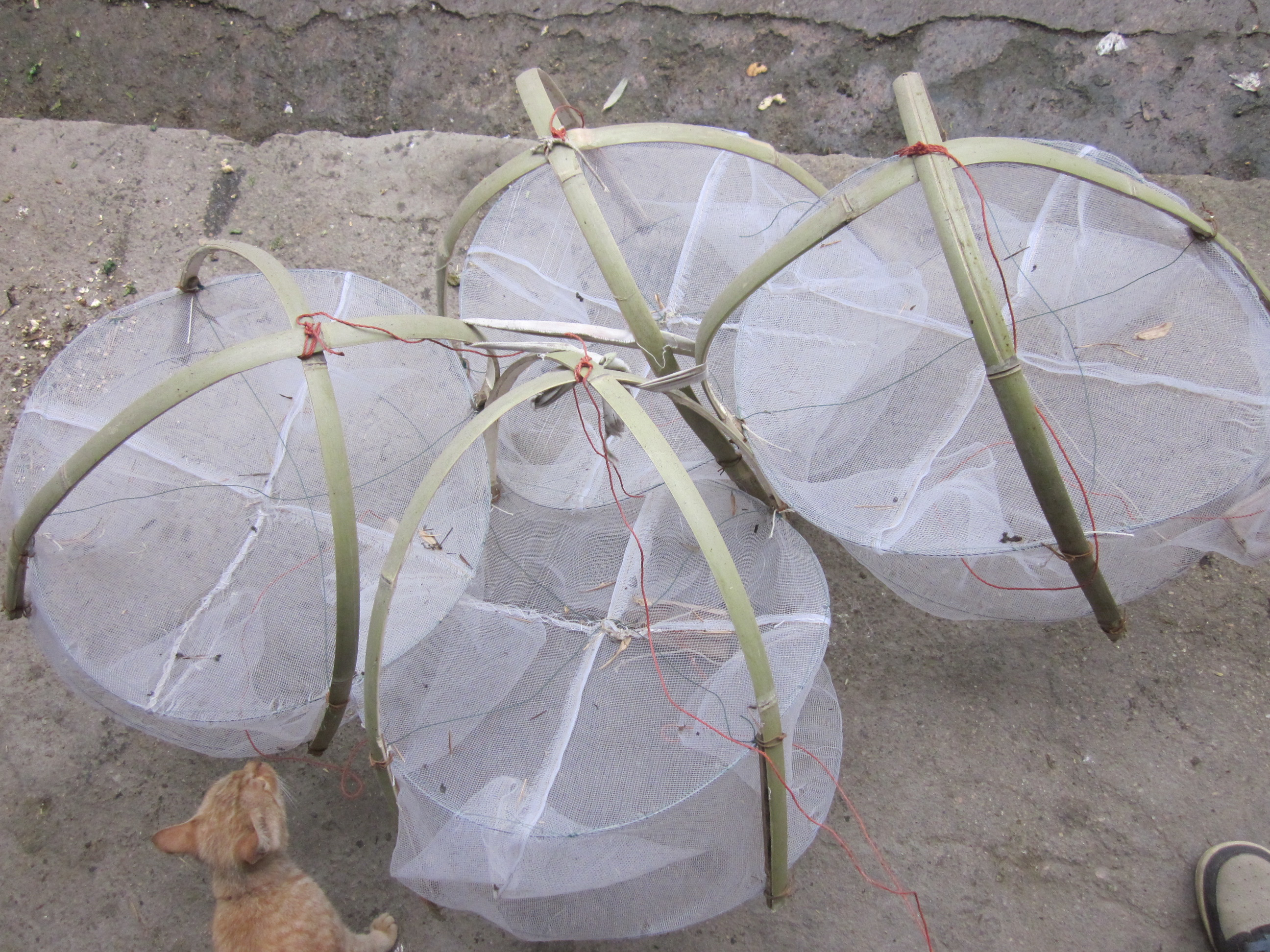
几只鱼笼。

鱼笼，又名地笼，是一种陷阱式渔具，用于沉到水底捕捉鱼类、螃蟹、龙虾等水生动物。

## 概述

### 常见鱼笼

中国人自制的敞口鱼笼

鱼笼包括鱼框、渔网，鱼框又包括上框架、下框架、支撑杆，支撑杆至少有一杆，多则四五杆，一杆则位于鱼笼的中心，连接上框架和下框架，多杆则在鱼笼的外面也有，也是连接上框架和下框架。中心的杆一般是铁丝，四周的杆则是竹片。鱼笼一般可以折叠，便于收放。鱼笼上头有一根绳子，连接一快小泡沫或木片，即浮标。鱼笼是全封闭结构，只有四周有洞口，往内翻，鱼儿进去之后出不来。鱼笼里头一般放置诱惑鱼儿的食物，即鱼饵，如甜酒、糠饼、米饭、碎馒头、骨头等。

### 其他
中国大陆农村的老人一般自制鱼笼，顶端敞开，竹片交错连接渔网，放置鱼饵在鱼笼里，置入池塘捕鱼，这种鱼笼由于顶端全部是敞开的，在提起鱼笼的时候，鱼儿容易从顶端逃走。

## 捕鱼

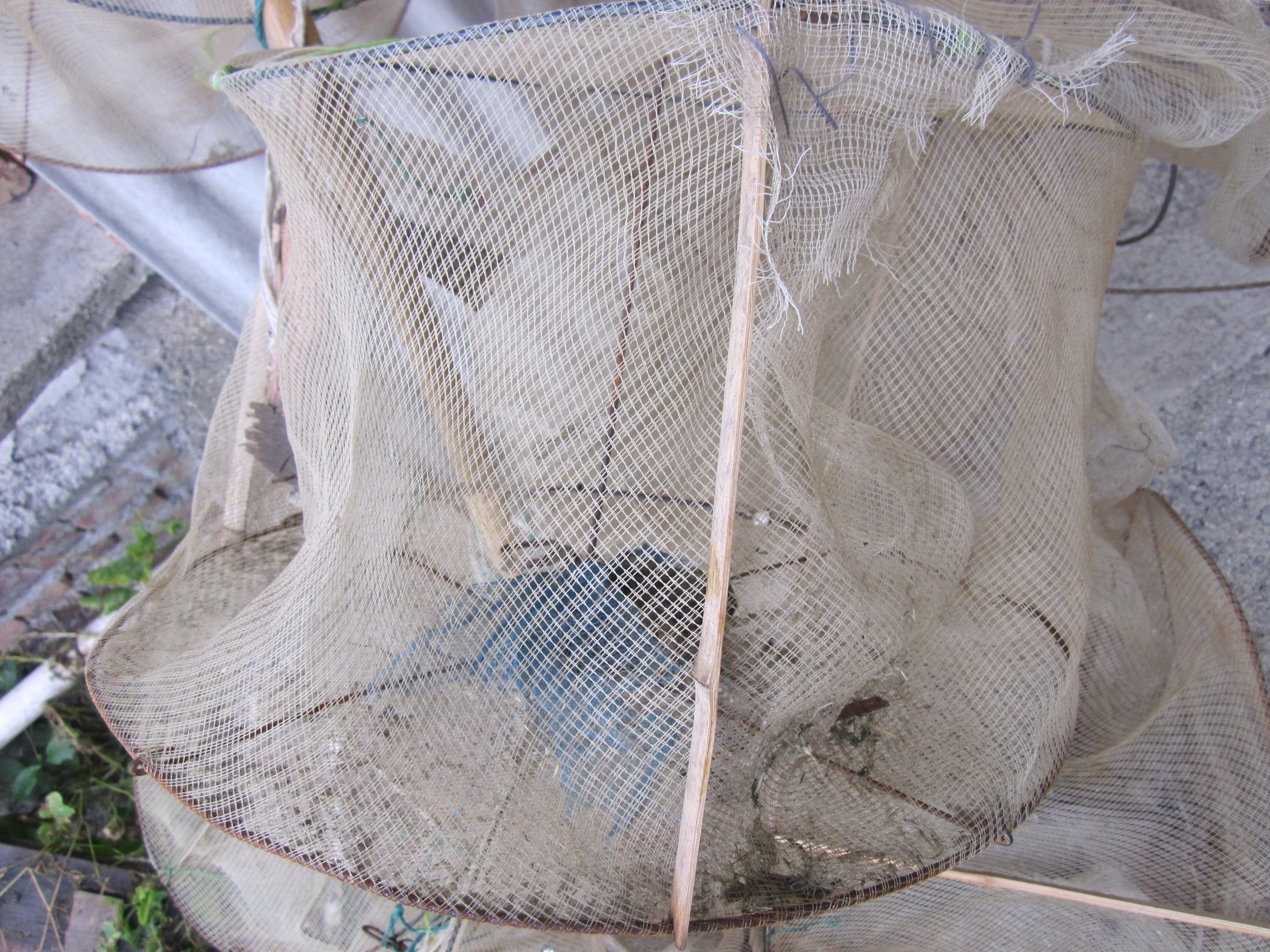
圆形鱼笼

把鱼饵放置在鱼笼里，用竹竿挑起鱼笼的浮标，置于水中，一般是池塘、河流、水库，等待1个小时或半天（也或者先天傍晚放，第二天清晨收），然后拿竹竿挑起浮标，把鱼笼提上岸边，从洞口伸手到鱼笼里抓鱼。

## 法律

### 中国大陆
根据《中华人民共和国渔业法》第四章第三十条以及第五章第三十八条：“鱼笼是中华人民共和国禁用渔具”。